# Noniszki
Noniszki (lit. Naniškės) − wieś na Litwie, w gminie rejonowej Soleczniki, 4 km na południowy wschód od Koleśników, zamieszkana przez 19 ludzi. Przed II wojną światową w Polsce, w powiecie lidzkim województwa nowogródzkiego.